# توميسلاف كريمزانيتش
توميسلاف كريمزانيتش (13 يناير 1929 – 24 نوفمبر 2005) هو ملاكم يوغوسلافي راحل، مثّل بلاده في الألعاب الأولمبية الصيفية 1952.

## روابط خارجية
توميسلاف كريمزانيتش على موقع أوليمبيديا (الإنجليزية)